# Centaurium microcalyx
Centaurium microcalyx é uma espécie de planta com flor pertencente à família Gentianaceae. 
A autoridade científica da espécie é (Boiss. & Reut.) Ronniger, tendo sido publicada em Mitteilungen der Naturwissenschaftlichen Vereines für Steiermark 52: 321. 1916.

## Portugal
Trata-se de uma espécie presente no território português, nomeadamente em Portugal Continental.
Em termos de naturalidade é endémica da Península Ibérica.

## Protecção
Não se encontra protegida por legislação portuguesa ou da Comunidade Europeia.